# Saunders Mac Lane

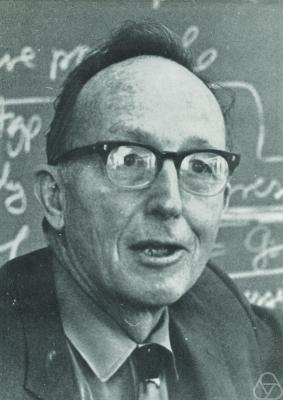
Saunders Mac Lane

Saunders Mac Lane, (4 Tháng 8, 1909, Taftville, Connecticut – 14 Tháng 4, 2005, San Francisco). Ông là một tên tuổi Toán học lớn của thế kỷ 20
Mac Lane lấy bằng BA tại ĐH Yale năm 1930 và MA ở ĐH Chicago năm 1931. Tiếp đó theo học ở ĐH Göttingen từ 1931–1933 về logic và toán dưới sự hướng dẫn của Paul Bernays, Emmy Noether, Hermann Weyl. Viện Toán Göttingen phong ông chức danh Ph.D năm 1934.
Ông nguyên là phó chủ tịch của viện hàm lâm khoa học quốc gia Hoa Kỳ, Hội Triết học Hoa và là chủ tịch của Hội Toán học Hoa Kỳ. ông được nhân huân chương Khoa học Quốc gia (National Medal of Science) năm 1989.
Sau khi bảo vệ luận văn về Logic Toán thì ông nghiên cứu về Lý thuyết trường, lý thuyết Valuation, bắt đầu viết về mở rộng nhóm từ năm 1942 và đạt được một số kết quả cùng với Samuel Eilenberg về không gian Eilenberg-Mac Lane K(G,n) có nhóm đồng luân đơn không tầm thường G với số chiều n. Chính điều này đã mở ra con đường về lý thuyết nhóm đối đồng đều tổng quát. Sau sự giới thiệu các tiên đề Eilenberg-Steenrod cho lý thuyết Đồng luân, Mac Lane và Eilenberg tiếp tục các công trình về lý thuyết Phạm Trù. Ông cho ra cuốn sách nổi tiếng đã dịch ra tiếng Việt: như là A Survey of Modern Algebra (Tổng quan về đại số hiện đại), Categories for the Working Mathematician.